# عد وردي تعجري
العد الوردي التعجري (بالإنجليزية: Phymatous rosacea)‏ هي حالة جلدية بنمو مفرط للغدد الزهمية ويحدث في مناطق مختلفة من الوجه والأذنين وهو مرتبط بالعد الوردي.:693
من أمثلة الانتفاخات التي يمكن مشاهدتها مع العد الوردي::693
- تعجر الفك
- تعجر الجبهة
- تعجر الأنف
- تعجر الجفن
- تعجر الأذن

## روابط خارجية
- Phymatous Rosacea Resources Help Guides